# ダイヤモンドジュビリー (競走馬)
ダイヤモンドジュビリー（Diamond Jubilee）は、19世紀末から20世紀初頭に活躍したイギリスの競走馬、種牡馬である。1900年にイギリスクラシック三冠を制した。種牡馬としては主にアルゼンチンで優れた産駒を残した。

## 誕生・性格
アルバート・エドワード皇太子（のちのエドワード7世）によって生産・所有された。母パーディタはエドワード7世がデイヴィッド・ファルコナーから900ギニーで購入した馬で、セントサイモンとの間に何頭も活躍馬を出した。全兄にフロリゼル、パーシモン、サンドリンガムがいる。
馬名はヴィクトリア女王在位60周年を記念してつけられたものである。
その気性は、重度の気性難だった父・セントサイモンの産駒の中でも最悪に近いものだった。「悪魔の気性」を持つとまで言われるほどの凶暴な性格の持ち主で、馬丁の指を食いちぎるなど、まともに扱えるものは少なかったという。激しい気性でまともなレースにならないことも多く、レース中にレースそっちのけで騎手を振り落とそうとしたり、パドックでは見物人を蹴飛ばそうとしたり、スタート前やレース中に騎手を振り落として暴走したりと無茶苦茶で、2歳時は6戦して1勝に終わっている。こういった気性が非常に荒い競走馬の対策の一つに去勢手術を受けさせることがあるが、本馬の場合は停留精巣を起こしていたため、その当時の獣医学ではこの状態の馬を去勢することは不可能であった。
大抵の騎手はまともに乗れず、挙句の果てに踏み殺されそうになったりしたため、ほどなく騎手の誰もが乗るのを嫌がるようになり、やむなく担当厩務員のハーバート・ジョーンズを騎手として乗せてクラシックに挑んだ。なお、後にジョーンズは正規の騎手となって活躍しており、1913年のエプソムダービーでトラックに飛び出したエミリー・デイヴィソンと騎乗馬が衝突して重傷を負う不運に見舞われつつも（デイヴィソンは死亡）、1923年に引退するまで騎手として活躍した。しかし晩年は難聴に悩まされ、更に妻の死やうつ病の発症といった不運も重なり、1952年、70歳の時に自宅でガス自殺を遂げた。
引退後、アルゼンチンに渡ってからも性格はまったく改善しなかった。
- あるとき体調を崩したが、その凶暴性と危険性からまともに薬を与えられないので、棒に薬を塗って目の前に差し出し噛みつかせることで薬を与えた。
- 馬房に迷い込んだ浮浪者の腕を食いちぎろうとした。
- 脱走して近くの町に逃げ込んだ際に行く手を遮ろうとした男子生徒たちに怒り狂って、その輪に突撃した（その後も暴走を続けて最終的に駅で捕らえられた）。

など、数々の逸話と悪名が伝わっている。
火のような性格に加え、用心深さとずる賢さまで兼ね備えていたため、本馬の制御は最期まで困難を極めた。

## 競走成績・種牡馬成績
勝った大レースは2000ギニー、エプソムダービー、セントレジャーステークスの三冠の他、ニューマーケットステークス、エクリプスステークスがある。2000ギニーは4馬身差、ダービーは兄パーシモンが記録したレコードと同タイム、セントレジャーはレース前20分も暴れた上での勝利、エクリプスステークスもレコードと気性さえクリアできれば非常に強い馬であった。
種牡馬としては1902年からサンドリンガム王立牧場で、1906年からアルゼンチンのLas Ortigas馬牧場で供用された。イギリスでは既にセントサイモン系種牡馬が多数存在している状況下大きな成功は望めず（1902年の種牡馬ランキング1位は全兄パーシモン、2位は父セントサイモン。全兄フロリゼルも上位に入っていた）、ジョッキークラブステークス勝ち馬サンシーを出した程度に終わったが、アルゼンチンでは大成功し1914年 – 1916年, 1921年の4度種牡馬首位になった。種牡馬の父としても優秀で、短期間ではあるが南米で一大父系を形成した。

## おもな産駒
- Sancy（ジョッキークラブステークス、プリンスオブウェールズステークス）
- As de Espadas（ナシオナル大賞）
- Smasher（ナシオナル大賞）
- Moloch（カルロスペルグリニ大賞）
- Last Reason（チリリーディングサイアー3回）
- Campanazo（チリリーディングサイアー）
- Mustafa（チリリーディングサイアー2回）
- Ricaurte（ウルグアイ三冠）
- ダイヤモンドウェッディング（日本リーディングサイアーランキング最高2位）

## 血統表
| ダイヤモンドジュビリーの血統（セントサイモン系 / Voltigeur (Volley) 4×5.5=12.50%） | ダイヤモンドジュビリーの血統（セントサイモン系 / Voltigeur (Volley) 4×5.5=12.50%） | ダイヤモンドジュビリーの血統（セントサイモン系 / Voltigeur (Volley) 4×5.5=12.50%） | （血統表の出典）    | （血統表の出典）    |
| 父 St.Simon 1881 黒鹿毛                                                            | 父の父Galopin 1872 鹿毛                                                            | Vedette                                                                            | Voltigeur           | Voltigeur           |
| 父 St.Simon 1881 黒鹿毛                                                            | 父の父Galopin 1872 鹿毛                                                            | Vedette                                                                            | Mrs.Ridgway         |                     |
| 父 St.Simon 1881 黒鹿毛                                                            | 父の父Galopin 1872 鹿毛                                                            | Flying Duchess                                                                     | The Flying Dutchman | The Flying Dutchman |
| 父 St.Simon 1881 黒鹿毛                                                            | 父の父Galopin 1872 鹿毛                                                            | Flying Duchess                                                                     | Merope              |                     |
| 父 St.Simon 1881 黒鹿毛                                                            | 父の母St.Angela 1865 鹿毛                                                          | King Tom                                                                           | Harkaway            | Harkaway            |
| 父 St.Simon 1881 黒鹿毛                                                            | 父の母St.Angela 1865 鹿毛                                                          | King Tom                                                                           | Pocahontas          |                     |
| 父 St.Simon 1881 黒鹿毛                                                            | 父の母St.Angela 1865 鹿毛                                                          | Adeline                                                                            | Ion                 | Ion                 |
| 父 St.Simon 1881 黒鹿毛                                                            | 父の母St.Angela 1865 鹿毛                                                          | Adeline                                                                            | Little Fairy        |                     |
| 母 Perdita II 1881 鹿毛                                                            | 母の父Hampton 1872 鹿毛                                                            | Lord Clifden                                                                       | Newminster          | Newminster          |
| 母 Perdita II 1881 鹿毛                                                            | 母の父Hampton 1872 鹿毛                                                            | Lord Clifden                                                                       | The Slave           |                     |
| 母 Perdita II 1881 鹿毛                                                            | 母の父Hampton 1872 鹿毛                                                            | Lady Langden                                                                       | Kettledrum          | Kettledrum          |
| 母 Perdita II 1881 鹿毛                                                            | 母の父Hampton 1872 鹿毛                                                            | Lady Langden                                                                       | Haricot             |                     |
| 母 Perdita II 1881 鹿毛                                                            | 母の母Hermione 1875 黒鹿毛                                                         | Young Melbourne                                                                    | Melbourne           | Melbourne           |
| 母 Perdita II 1881 鹿毛                                                            | 母の母Hermione 1875 黒鹿毛                                                         | Young Melbourne                                                                    | Clarissa            |                     |
| 母 Perdita II 1881 鹿毛                                                            | 母の母Hermione 1875 黒鹿毛                                                         | La Belle Helene                                                                    | St.Albans           | St.Albans           |
| 母 Perdita II 1881 鹿毛                                                            | 母の母Hermione 1875 黒鹿毛                                                         | La Belle Helene                                                                    | Teterrima F-No.7-f  |                     |